# 宋璋 (辽朝)
宋璋（？—？），男，汉族，辽朝官员，官至银青光禄大夫、检校司徒。曾任政事舍人、直枢密院。辽圣宗开泰九年，与查剌、耿元吉、韩九等为来年贺宋生辰正旦使副。撰文有关于宝坻广济寺的《广济寺佛殿记》。